# Johann Kogler
Johann Kogler, noto anche come Hans Kogler, (Oberzeiring, 12 maggio 1968) è un allenatore di calcio ed ex calciatore austriaco, di ruolo centrocampista.

## Carriera

### Calciatore

#### Club
Ha cominciato la carriera nel Wolfsberger. Nel biennio 1989–1991 ha militato con il Grazer AK squadra con cui ha giocato due gare di Coppa Intertoto 1989. Nei due anni successivi ha giocato per il Vorwarts Steyr, club con cui disputò la Coppa Intertoto 1992
Tra il 1993 e il 1996 è stato un calciatore dell'Admira Wacker Modling con cui giocò quattro gare di Coppa Intertoto 1994 e sette gare di Coppa UEFA 1993-1994 e Coppa UEFA 1994-1995; mentre il triennio successivo ha vestito la casacca del LASK Linz, con cui ebbe l'ultima esperienza nelle coppe europee giocando quattro gare nella Coppa Intertoto UEFA 1996.
Ha avuto una breve esperienza (un anno nel 1999) in Germania al Greuther Fürth: qui nella seconda serie tedesca, accumulò appena sei presenze. È tornato poi in patria, giocando per due stagioni e mezza con il SW Bregenz.
In seguito la carriera è andata declinando: ha giocato nelle serie minori austriache per Austria Lustenau,  Hohenems, Viktoria Bregenz, dove ricoprì il doppio ruolo di allenatore / calciatore; dopo un anno sabbatico passato come vice allenatore di Eric Orie al Lustenau 07, nel 2008 si trasferì al Wolfurt dove, dopo due stagioni, chiuse la propria carriera, ricoprendo di nuovo il ruolo di calciatore / allenatore.

#### Nazionale
Kogler vanta sette presenze in nazionale maggiore, tutte accumulate nel biennio 1994-1995.
Il suo debutto in nazionale avvenne il 7 settembre 1994, quando fu schierato titolare da Herbert Prohaska nel match contro il Liechtenstein valido per le qualificazioni al campionato europeo di calcio 1996. Fu titolare per le successive sei gare disputate dall'Austria nel Gruppo 6 di qualificazione; l'ultima partita in nazionale fu la sconfitta 3-2 contro la Lettonia, nel corso della quale fu sostituito ad inizio ripresa da Markus Schopp.

### Allenatore
Dopo le estemporanee esperienze al Viktoria Bregenz, al Lustenau 07 e al Wolfurt, Kogler fu ingaggiato nuovamente dal Lustenau 07, stavolta come capo allenatore; guidò la squadra in 2. Liga (seconda serie austriaca) da luglio 2010, portando la squadra al settimo posto finale dopo la prima stagione. Nella stagione successiva fu esonerato ai primi di ottobre 2011 dopo tre sconfitte consecutive e la squadra che viaggiava nella parte bassa della classifica.
In seguito guidò per una stagione la formazione Under-18 del Vorarlberg, quindi all'inizio della stagione 2013/2014 il Wolfurt e, per tre stagioni, il Schwarz-Weiß Bregenz.

## Statistiche

### Cronologia presenze e reti in nazionale
| Cronologia completa delle presenze e delle reti in nazionale ― Austria | Cronologia completa delle presenze e delle reti in nazionale ― Austria | Cronologia completa delle presenze e delle reti in nazionale ― Austria | Cronologia completa delle presenze e delle reti in nazionale ― Austria | Cronologia completa delle presenze e delle reti in nazionale ― Austria | Cronologia completa delle presenze e delle reti in nazionale ― Austria | Cronologia completa delle presenze e delle reti in nazionale ― Austria | Cronologia completa delle presenze e delle reti in nazionale ― Austria |
| Data                                                                   | Città                                                                  | In casa                                                                | Risultato                                                              | Ospiti                                                                 | Competizione                                                           | Reti                                                                   | Note                                                                   |
| ---------------------------------------------------------------------- | ---------------------------------------------------------------------- | ---------------------------------------------------------------------- | ---------------------------------------------------------------------- | ---------------------------------------------------------------------- | ---------------------------------------------------------------------- | ---------------------------------------------------------------------- | ---------------------------------------------------------------------- |
| 7-9-1994                                                               | Eschen                                                                 | Liechtenstein                                                          | 0 – 4                                                                  | Austria                                                                | Qual. Euro 1996                                                        | -                                                                      |                                                                        |
| 12-10-1994                                                             | Vienna                                                                 | Austria                                                                | 1 – 2                                                                  | Irlanda del Nord                                                       | Qual. Euro 1996                                                        | -                                                                      |                                                                        |
| 13-11-1994                                                             | Lisbona                                                                | Portogallo                                                             | 1 – 0                                                                  | Austria                                                                | Qual. Euro 1996                                                        | -                                                                      | 77’                                                                    |
| 29-3-1995                                                              | Salisburgo                                                             | Austria                                                                | 5 – 0                                                                  | Lettonia                                                               | Qual. Euro 1996                                                        | -                                                                      |                                                                        |
| 26-4-1995                                                              | Salisburgo                                                             | Austria                                                                | 7 – 0                                                                  | Liechtenstein                                                          | Qual. Euro 1996                                                        | -                                                                      |                                                                        |
| 11-6-1995                                                              | Dublino                                                                | Irlanda                                                                | 1 – 3                                                                  | Austria                                                                | Qual. Euro 1996                                                        | -                                                                      |                                                                        |
| 16-8-1995                                                              | Rīga                                                                   | Lettonia                                                               | 3 – 2                                                                  | Austria                                                                | Qual. Euro 1996                                                        | -                                                                      | 46’                                                                    |
| Totale                                                                 |                                                                        | Presenze                                                               | 7                                                                      |                                                                        | Reti                                                                   | 0                                                                      |                                                                        |